# Airion
Airion est une commune française située dans le département de l'Oise, en région Hauts-de-France. Ses habitants sont appelés les Airionnais et les Airionnaises.

## Géographie

### Description

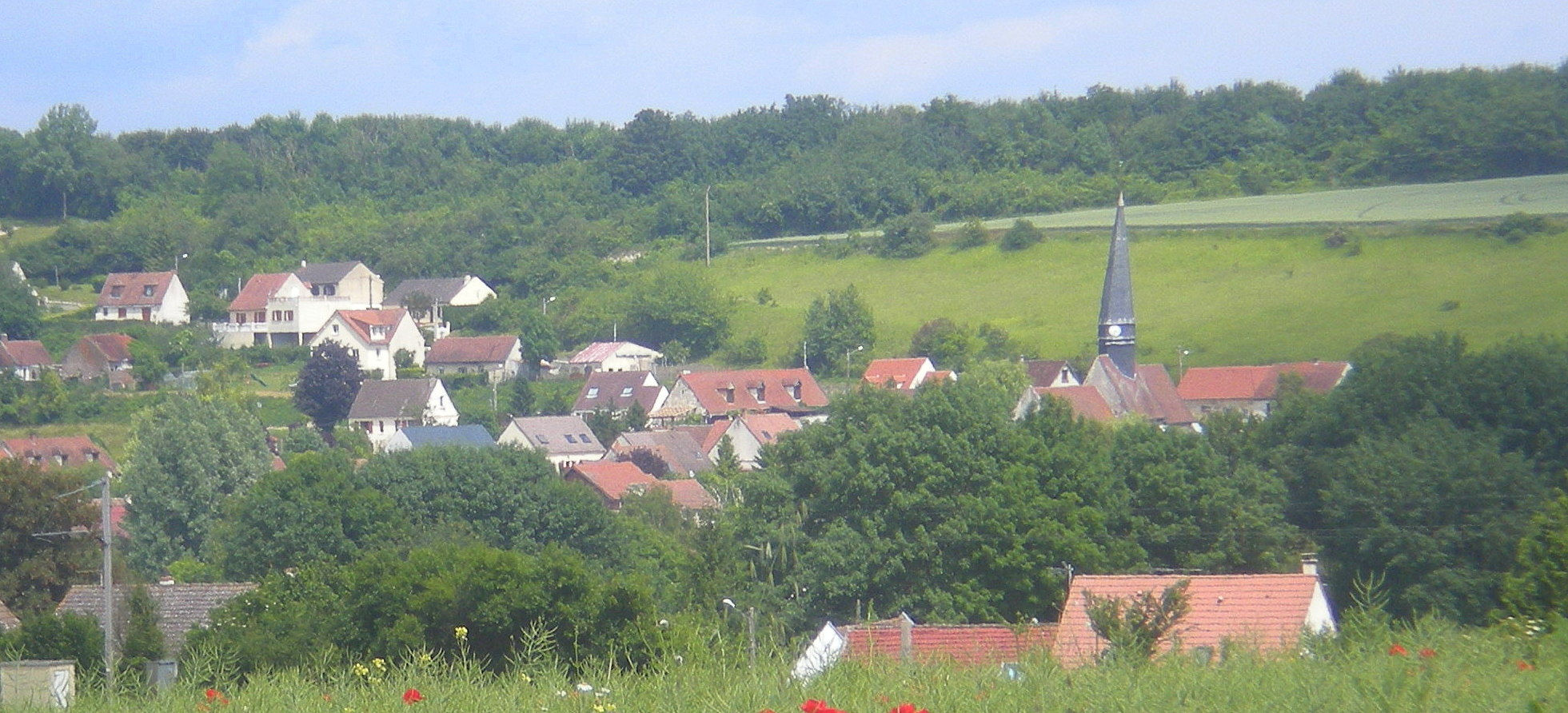
Vue générale du village depuis la rue d'Étouy.

Le village d'Airion est situé à 63 km au nord de Paris, 24 km à l'est de Beauvais, 30 km à l'ouest de Compiègne et 53 km au sud d'Amiens.

### Communes limitrophes
Les communes limitrophes sont  Agnetz, Avrechy, Erquery, Fitz-James, Lamécourt et Étouy.
| Étouy  | Avrechy    | Lamécourt |
| Agnetz | Airion     | Erquery   |
|        | Fitz-James |           |

### Topographie et géologie
Le territoire communal s'étend entre 54 et 131 mètres au-dessus du niveau de la mer. La mairie se situe à 62 mètres d'altitude. Le point le plus bas se situe dans l'aval du cours de l'Arré, au niveau du hameau du Haras de Fitz-James alors que le point le plus élevé se trouve à la limite nord-ouest de la commune avec Avrechy, à la lisière du bois des Moines. Le hameau du Haras de Fitz-James se trouve à 79 mètres, le Chalet d'Airion à 68 mètres et l'auberge de Bel-Air à 107 mètres au-dessus du niveau de la mer. Le territoire  possède de nombreux vallons creusés dans le plateau picard : la vallée de l'Arré, la plus large, abrite tous les lieux habités de la commune excepté l'auberge de Bel-Air, sur le plateau. D'autres signes du vallonnement sont présents à l'ouest (vallée Notre-Dame) ou à l'est du village (vallée Jaune).
La craie est à nu sur les pentes des coteaux de la vallée de l'Arré. Les terres sont douces et les cailloux sont brisés en petits fragments, tel qu'on le voit entre Erquery et Airion. Des alluvions modernes tapissent la vallée de l'Arré. À l'est de la route de Clermont à Saint-Just-en-Chaussée, depuis Fitz-James jusqu'à Airion, on trouve un dépôt meuble limoneux, très argileux. La commune se situe en zone de sismicité 1, c'est-à-dire très faiblement exposée à ce risque.

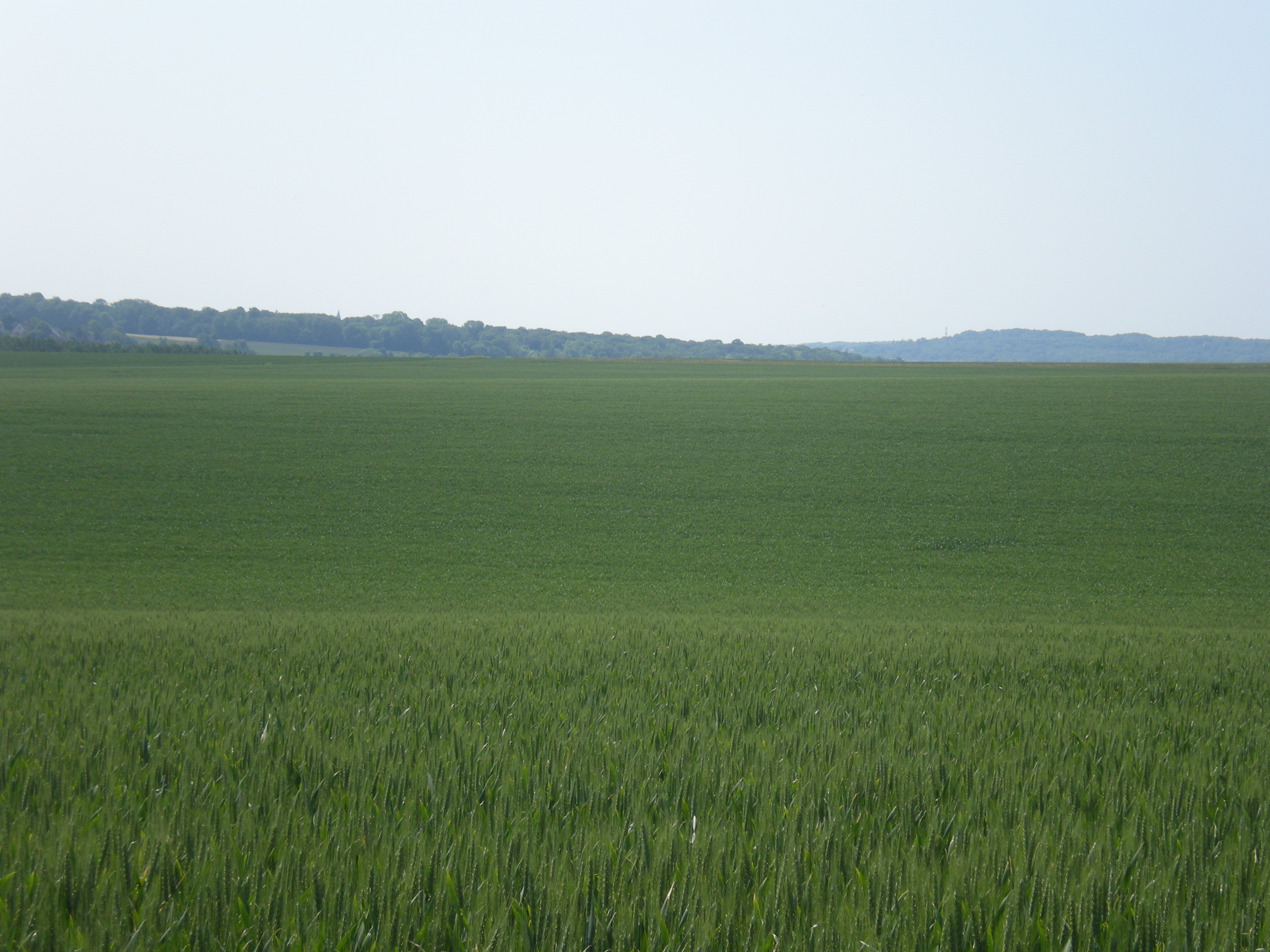
La vallée Jaune, petit vallon à l'ouest de la commune, depuis la rue d'Étouy.
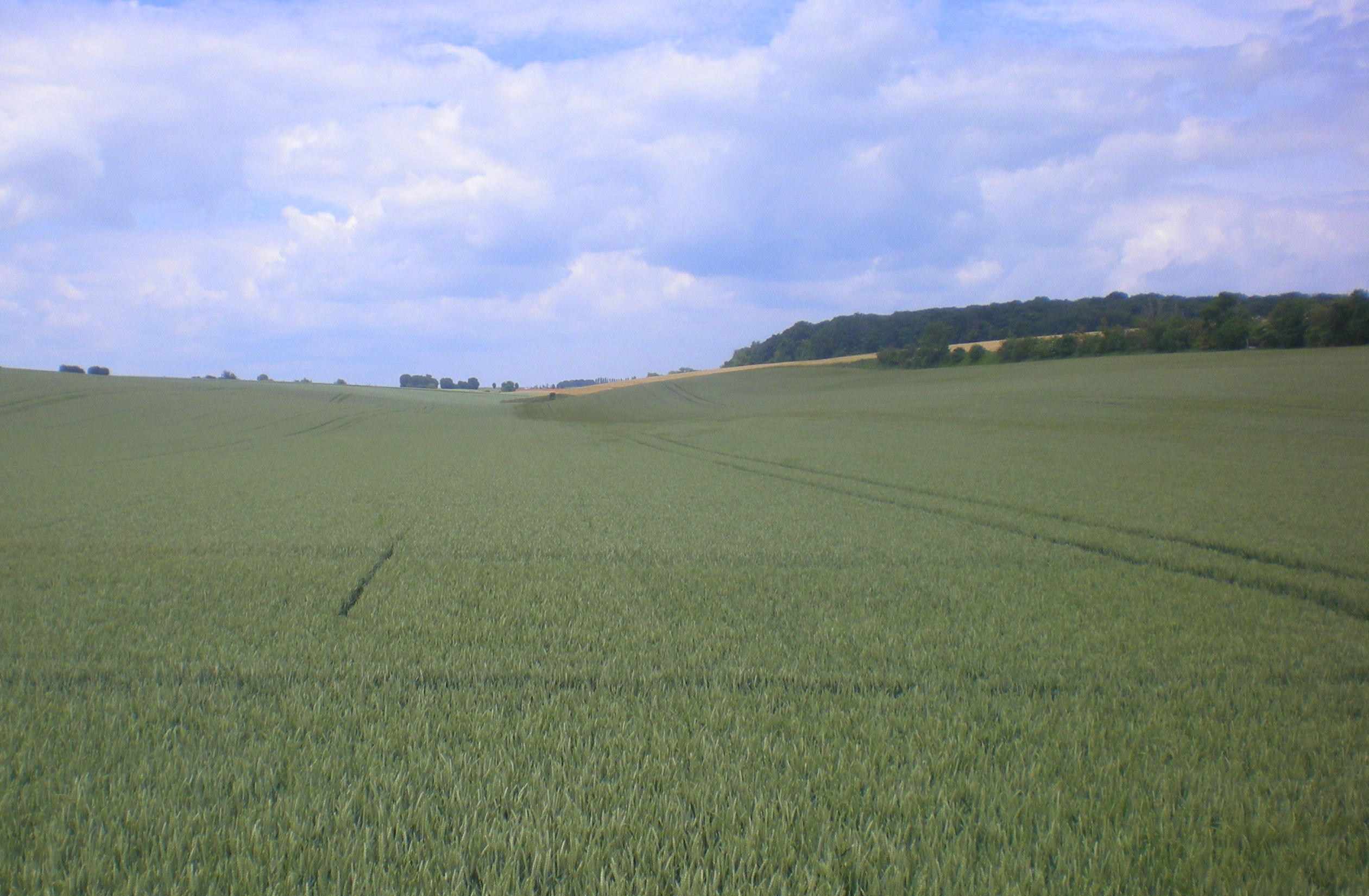
La vallée Notre-Dame depuis le GR 124A, à l'est du territoire.

### Voies de communications et transports

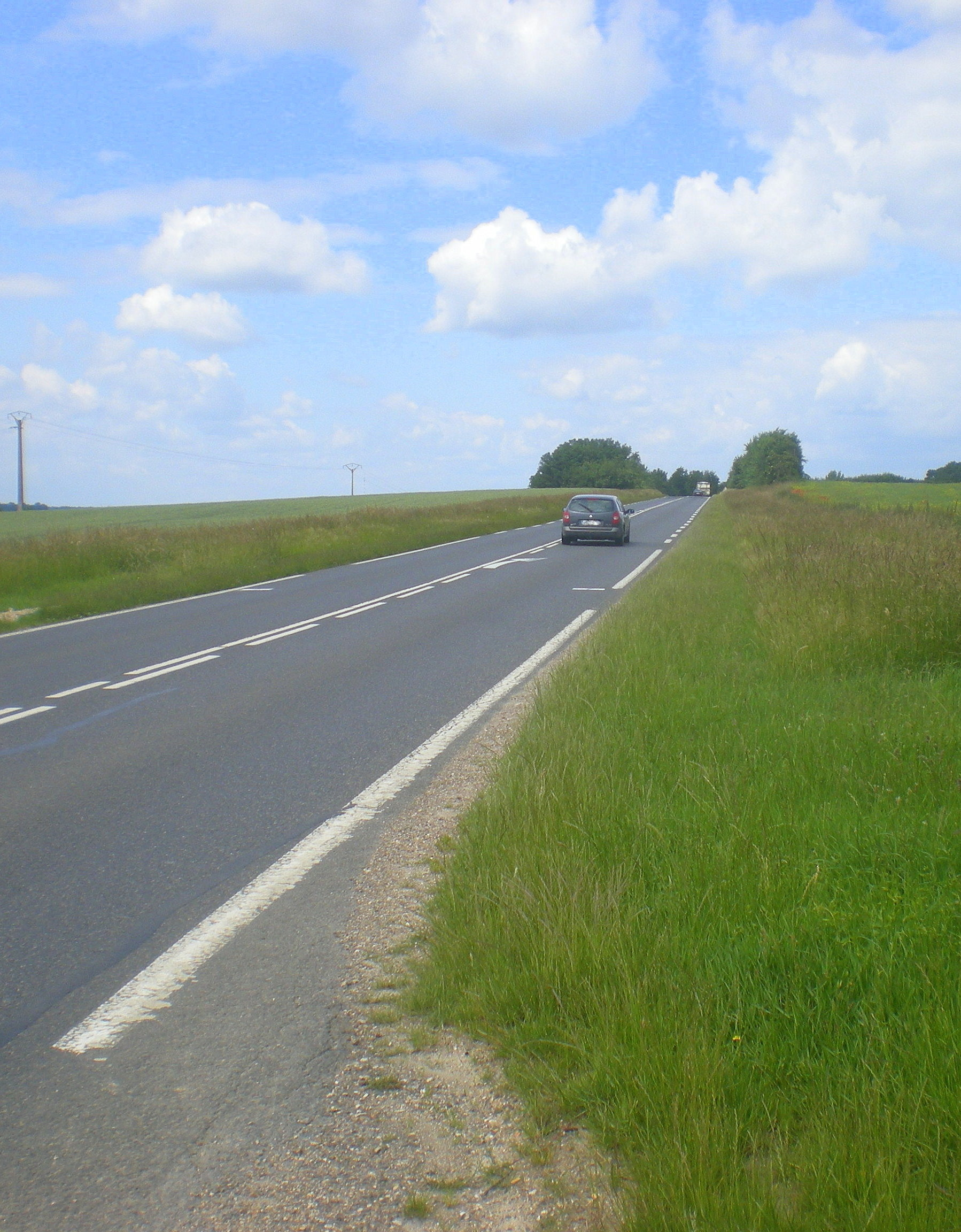
La l'ancienne route nationale 16 reliant Paris à Dunkerque, depuis le carrefour du chemin d'Erquery.

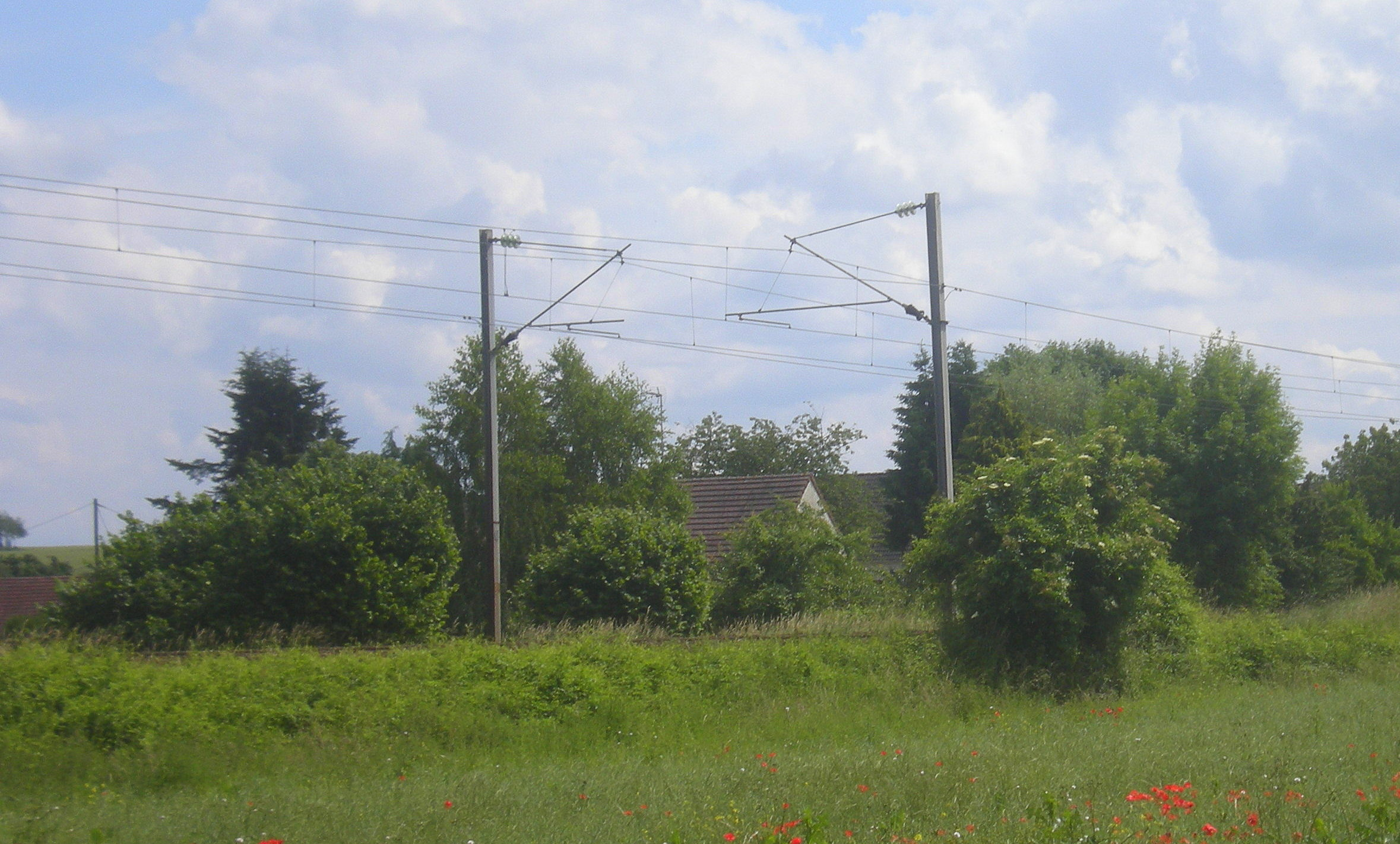
La ligne de Paris-Nord à Lille depuis la rue d'Étouy.

L'axe principal traversant la commune est l'ancienne route nationale 16 reliant Paris à Dunkerque et déclassée depuis sous le nom de RD 916. Parcourant la commune du nord au sud, elle relie également les villes de Clermont au sud et de Saint-Just-en-Chaussée au nord mais aussi les villes de Creil et d'Amiens. Autrefois, depuis Clermont, cette ancienne route royale passait déjà par le château de Fitz-James, à l'est de la vallée de l'Arré puis par Argenlieu (itinéraire actuel). La route était plantée d'arbres fruitiers, pommiers et poiriers, et de quelques peupliers. Des hêtres et des ormes bordaient la chaussée sur le territoire d'Airion. La section de Fitz-James à Argenlieu date des premières années du XVIIIe siècle. On peut encore y voir, de part et d'autre, quelques bornes royales numérotées sur ce tronçon. Deux accès au village sont possibles depuis la route, la route départementale 58 (D58) rejoignant le bourg depuis le sud et la rue du Château-d'Eau depuis le nord. La route départementale D 58, allant de Saint-Just-en-Chaussée à la D 916 au sud d'Airion traverse la commune par la vallée de l'Arré et le village. Passant à proximité du lycée agricole dès son arrivée sur le territoire, elle traverse le village par la seule rue d'En Haut et rejoint la D 916 au sud de la commune. Une autre route communale partant de la rue d'En Haut traverse le village par la rue de l'église, la grande rue et la rue d'Étouy pour rejoindre le hameau de Ronquerolles, situé au sud-ouest de la commune et dépendant d'Agnetz.
Les gares les plus proches d'Airion sont celles d'Avrechy à 2,6 km au nord et de Clermont-de-l'Oise à 4,4 km au sud, desservies par des trains TER de la ligne TER Hauts-de-France de Paris-Nord à Amiens. toutes deux situées sur la ligne Paris-Nord - Lille. Le tracé de cette ligne ferroviaire traverse toutefois la commune du nord au sud mais sans aucune desserte.
Le réseau interurbain de l'Oise dessert la commune par les lignes 6341, 6342 et 6350 rejoignant les établissements secondaires de la région de Clermont. Elles ne fonctionnent que du lundi au vendredi. La commune fait partie du réseau TADAM, service de transport collectif à la demande, mis en place à titre expérimental par la communauté de communes du Plateau Picard. Elle est reliée à l'un des 8 points de destination situés à Saint-Just-en-Chaussée, Maignelay-Montigny, La Neuville-Roy et Tricot au départ des 98 points d'origine du territoire.
La commune d'Airion se trouve à 22,4 km à l'ouest de l'aéroport de Beauvais-Tillé et à 47,4 km au nord de l'aéroport de Paris-Charles-de-Gaulle.
Le sentier de grande randonnée 124A, reliant le GR124 à Litz et se terminant à Orrouy traverse le territoire. Depuis la commune voisine d'Étouy, à l'ouest, son itinéraire passe par la rue du même nom, la Grande Rue, la rue de l'Église puis quitte la commune en se dirigeant vers l'est en direction de Lamécourt en passant proche du bois des Moines. Le circuit no 7 du GEP Centre Oise, nommé « circuit des Deux Vallées », débutant d'Étouy suit le même itinéraire jusqu'à l'église paroissiale où il quitte le village par le sud. L'itinéraire rejoint ensuite le hameau du Haras de Fitz-James avant revenir à Étouy par Ronquerolles.

### Hydrographie

#### Réseau hydrographique
La commune est située dans le bassin Seine-Normandie. Elle est drainée par l'Arré,.
L'Arré (Araia) ou rivière de Warty (XVIe siècle), affluent de la Brêche, prend sa source à Saint-Just-en-Chaussée arrose Avrechy, Airion, Fitz-James, coule dans l'ancien lit de l'étang de Cressy (ou Crécy) et se jette dans la Brêche à Ramecourt,. Entrant par le nord de la commune au lieu-dit « le Plareu », elle se divise ensuite en deux bras au hameau du « Chalet d'Airion ». Le bras Est se dirige à l'est pour rejoindre la station d'épuration communale puis longe la rue du moulin avant de rencontrer le bras ouest. La rivière franchit alors le pont de la rue de l'Église. Après avoir traversé le village, la rivière se sépare de nouveau en deux bras parallèles au  lieu-dit « la Cressonnière » : le bras ouest passe à proximité de l'étang de Crécy, et le bras est coule au pied du hameau du Haras de Fitz-James. Les deux bras se réunissent avant le pont du hameau Haras du Fitz-James avant de rejoindre la commune d'Agnetz. Le seul élément lacustre situé sur le territoire est l'étang de Crécy, entre Airion et le Haras de Fitz-James. Une station d'épuration ainsi qu'un réservoir sont installés sur le territoire. Les zones les moins élevés du territoire, au fond de la vallée de l'Arré, se situent au-dessus de plusieurs nappes phréatiques sous-affleurantes.

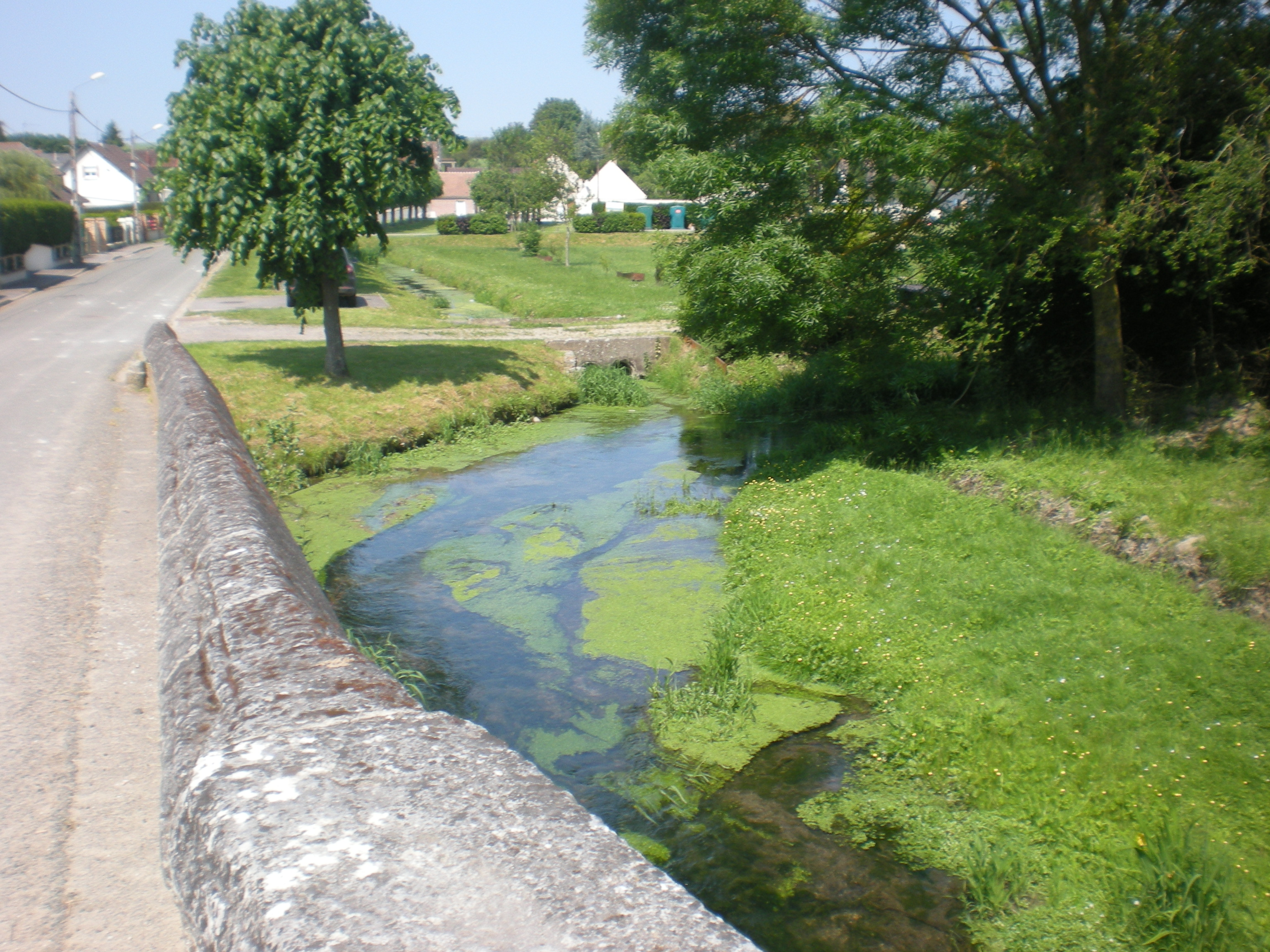
L'Arré depuis le pont de la rue de l'Église.
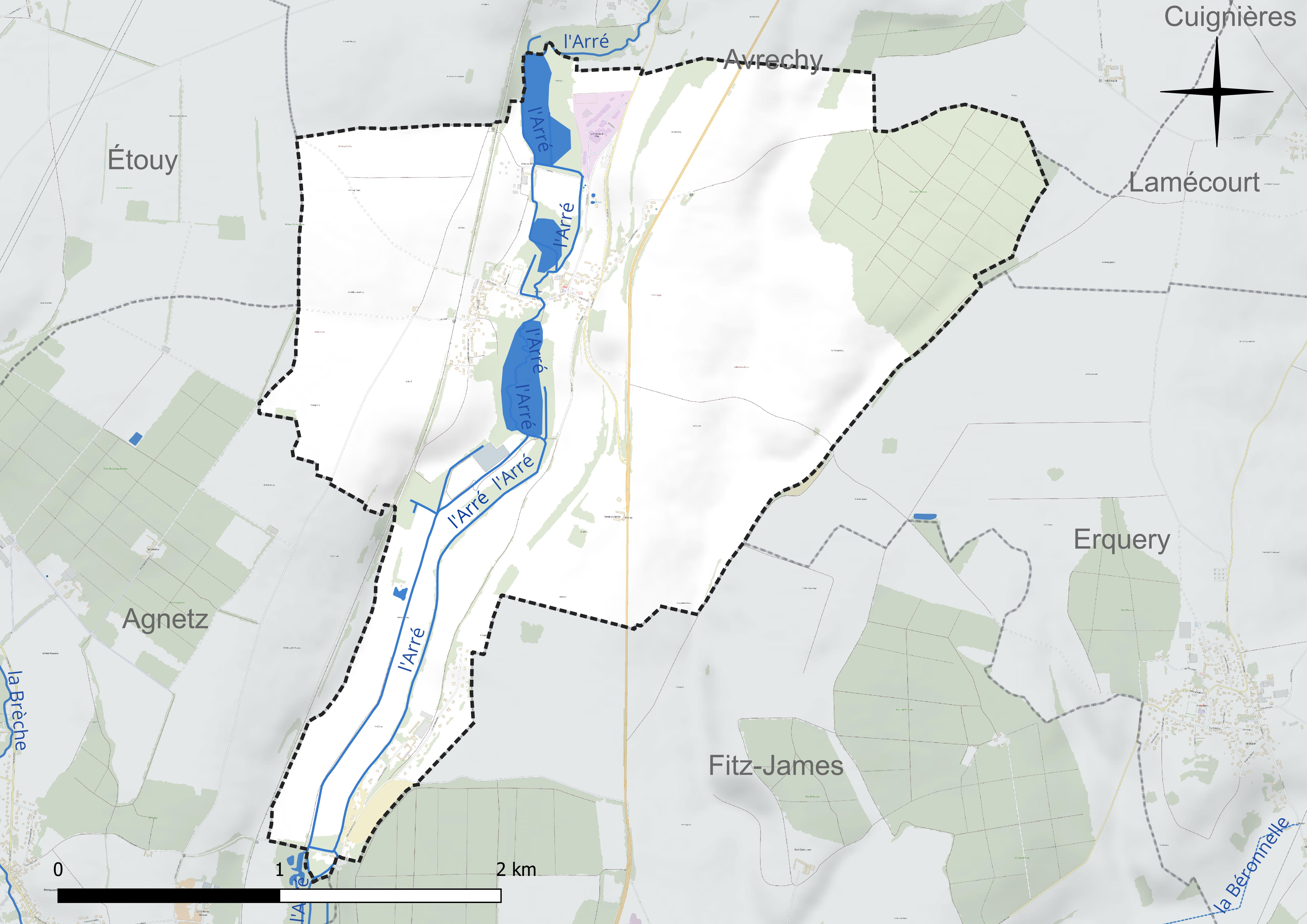
Réseau hydrographique d'Airion.

#### Gestion et qualité des eaux
Le territoire communal est couvert par le schéma d'aménagement et de gestion des eaux (SAGE) « Sensée ». Ce document de planification concerne un territoire de 492 km2 de superficie, délimité par le bassin versant de la Brêche. Le périmètre a été arrêté le 9 février 2017 et le SAGE proprement dit a été approuvé le 25 novembre 2021. La structure porteuse de l'élaboration et de la mise en œuvre est le syndicat mixte du Bassin Versant de la Brèche (SMBVB).
La qualité des cours d'eau peut être consultée sur un site dédié géré par les agences de l'eau et l'Agence française pour la biodiversité.

### Climat
Le climat qui caractérise la commune est qualifié, en 2010, de « climat océanique dégradé des plaines du Centre et du Nord », selon la typologie des climats de la France qui compte alors huit grands types de climats en métropole. En 2020, la commune ressort du type « climat océanique altéré » dans la classification établie par Météo-France, qui ne compte désormais, en première approche, que cinq grands types de climats en métropole. Il s'agit d'une zone de transition entre le climat océanique, le climat de montagne et le climat semi-continental. Les écarts de température entre hiver et été augmentent avec l'éloignement de la mer. La pluviométrie est plus faible qu'en bord de mer, sauf aux abords des reliefs.
Les paramètres climatiques qui ont permis d'établir la typologie de 2010 comportent six variables pour les températures et huit pour les précipitations, dont les valeurs correspondent à la normale 1971-2000. Les sept principales variables caractérisant la commune sont présentées dans l'encadré ci-après.
| Paramètres climatiques communaux sur la période 1971-2000 - Moyenne annuelle de température : 10,5 °C - Nombre de jours avec une température inférieure à −5 °C : 3 j - Nombre de jours avec une température supérieure à 30 °C : 3,3 j - Amplitude thermique annuelle : 14,6 °C - Cumuls annuels de précipitation : 678 mm - Nombre de jours de précipitation en janvier : 11 j - Nombre de jours de précipitation en juillet : 7,8 j |

Avec le changement climatique, ces variables ont évolué. Une étude réalisée en 2014 par la Direction générale de l'Énergie et du Climat complétée par des études régionales prévoit en effet que la  température moyenne devrait croître et la pluviométrie moyenne baisser, avec toutefois de fortes variations régionales. La station météorologique de Météo-France installée sur la commune et en service de 1989 à 2011 permet de connaître l'évolution des indicateurs météorologiques. Le tableau détaillé pour la période 1981-2010 est présenté ci-après.
| Mois                                  | jan.           | fév.            | mars            | avril         | mai             | juin          | jui.           | août           | sep.            | oct.            | nov.             | déc.           | année      |
| ------------------------------------- | -------------- | --------------- | --------------- | ------------- | --------------- | ------------- | -------------- | -------------- | --------------- | --------------- | ---------------- | -------------- | ---------- |
| Température minimale moyenne (°C)     | 1,2            | 1,3             | 2,9             | 4,2           | 7,8             | 10,3          | 12,4           | 12,3           | 9,6             | 7,3             | 3,8              | 1,3            | 6,2        |
| Température moyenne (°C)              | 4              | 4,8             | 7,6             | 9,7           | 13,6            | 16,2          | 18,5           | 18,6           | 15,2            | 11,7            | 7,1              | 3,9            | 10,9       |
| Température maximale moyenne (°C)     | 6,8            | 8,3             | 12,2            | 15,1          | 19,3            | 22            | 24,6           | 24,9           | 20,8            | 16              | 10,4             | 6,6            | 15,6       |
| Record de froid (°C) date du record   | −15,9 10.01.09 | −13 07.02.1991  | −9,8 01.03.05   | −4,8 08.04.03 | −1,6 07.05.1997 | 0 05.06.1991  | 3,4 04.07.1990 | 3,4 24.08.1993 | −0,2 27.09.1990 | −5,7 28.10.03   | −11,2 24.11.1998 | −12,8 21.12.09 | −15,9 2009 |
| Record de chaleur (°C) date du record | 17 27.01.03    | 20,1 24.02.1990 | 23,3 17.03.1990 | 27 15.04.07   | 32,4 27.05.05   | 33,7 26.06.01 | 36,5 19.07.06  | 38,5 12.08.03  | 31 04.09.05     | 26,8 12.10.1990 | 19,6 03.11.1993  | 17 07.12.00    | 38,5 2003  |
| Précipitations (mm)                   | 52,4           | 48,3            | 48,8            | 52,2          | 53,3            | 56,4          | 56             | 58,9           | 49,7            | 61,1            | 57,4             | 69             | 663,5      |

### Milieux naturels et biodiversité

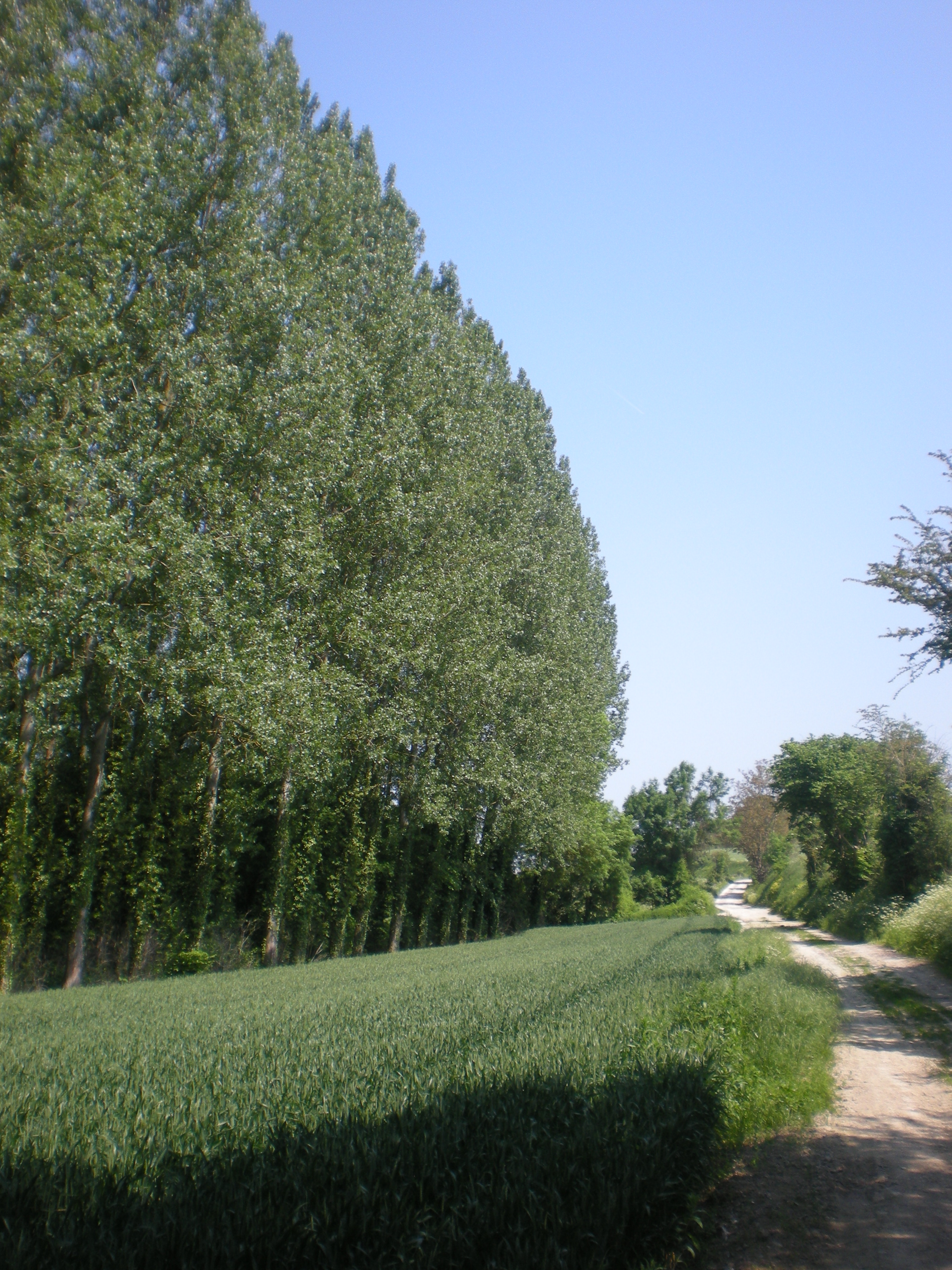
Le bois marécageux des Petites Aunes, au sud du village.

Hormis les zones urbanisées qui couvrent 33 hectares, soit 5 % du territoire, les cultures sont présentes sur près de 70 % de la superficie communale (477 hectares). Les espaces boisés rassemblent 22,4 % de la surface sur 153 hectares, que l'on trouve au bois des Moines et au fond de la vallée de l'Arré. Les vergers et prairies rassemblent 16 hectares et les espaces herbacés humides s'étendent sur 3 hectares,.

## Urbanisme

### Typologie
Au 1er janvier 2024, Airion est catégorisée commune rurale à habitat dispersé, selon la nouvelle grille communale de densité à sept niveaux définie par l'Insee en 2022.
Elle est située hors unité urbaine. Par ailleurs la commune fait partie de l'aire d'attraction de Paris, dont elle est une commune de la couronne,.

### Occupation des sols
L'occupation des sols de la commune, telle qu'elle ressort de la base de données européenne d'occupation biophysique des sols Corine Land Cover (CLC), est marquée par l'importance des territoires agricoles (75,4 % en 2018), en diminution par rapport à 1990 (79,2 %). La répartition détaillée en 2018 est la suivante : 
terres arables (69,6 %), forêts (20,9 %), zones agricoles hétérogènes (5,9 %), zones urbanisées (3,6 %). L'évolution de l'occupation des sols de la commune et de ses infrastructures peut être observée sur les différentes représentations cartographiques du territoire : la carte de Cassini (XVIIIe siècle), la carte d'état-major (1820-1866) et les cartes ou photos aériennes de l'IGN pour la période actuelle (1950 à aujourd'hui).

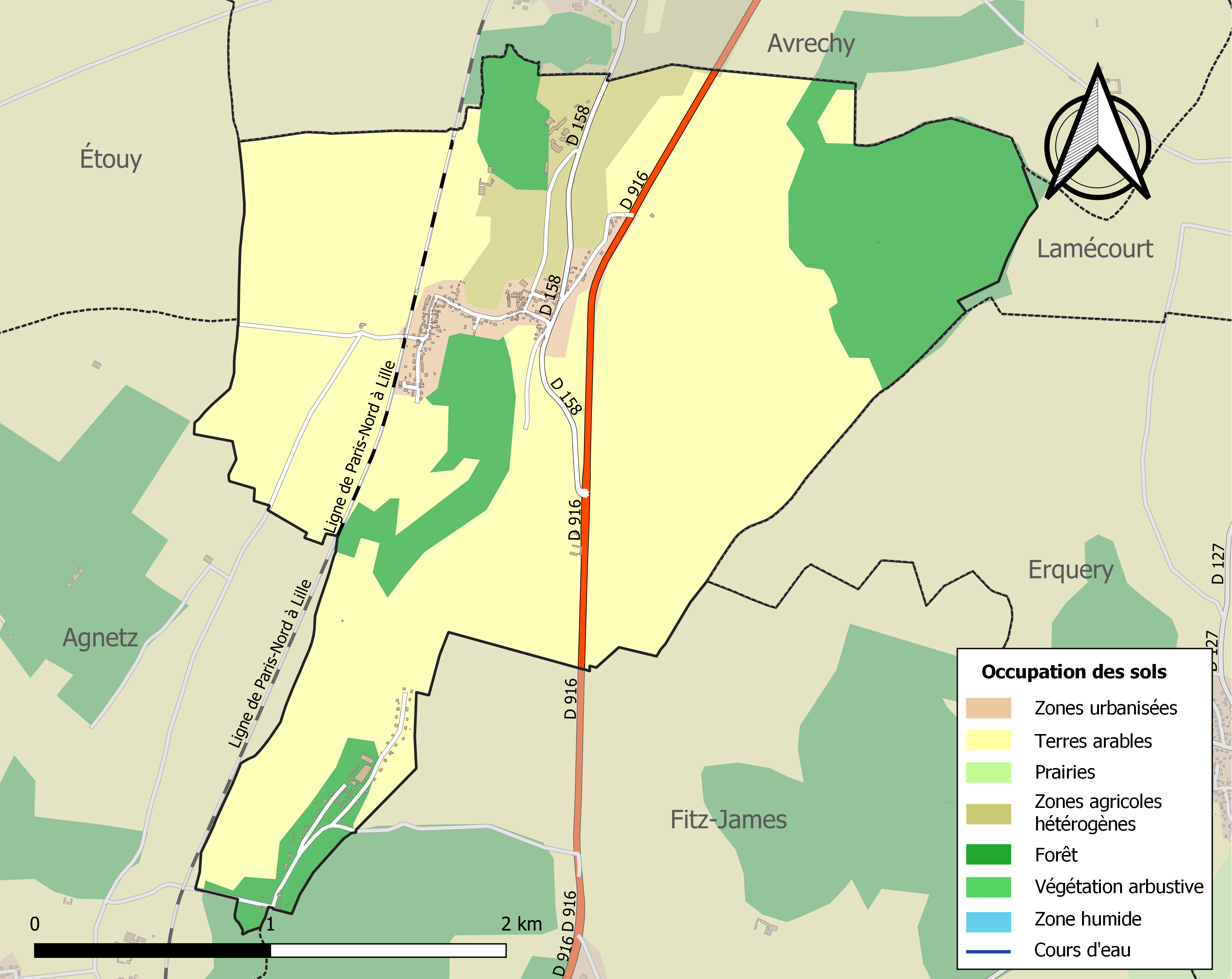
Carte des infrastructures et de l'occupation des sols de la commune en 2018 (CLC).

### Hameaux et lieux-dits
La commune d'Airion possède quatre hameaux et lieux-dits habités :
- Airion, au centre du territoire ;
- le Haras de Fitz-James, au sud ;
- le Châlet d'Airion, au nord du village ;
- la ferme Bel-Air, le long de la route départementale 916.

### Habitat et logement
En 2018, le nombre total de logements dans la commune était de 187, alors qu'il était de 172 en 2013 et de 171 en 2008.
Parmi ces logements, 84,5 % étaient des résidences principales, 3,2 % des résidences secondaires et 12,3 % des logements vacants. Ces logements étaient pour 93,6 % d'entre eux des maisons individuelles et pour 4,8 % des appartements.
Le tableau ci-dessous présente la typologie des logements à Airion en 2018 en comparaison avec celle de l'Oise et de la France entière. Une caractéristique marquante du parc de logements est ainsi une proportion de résidences secondaires et logements occasionnels (3,2 %) supérieure à celle du département (2,5 %) et à celle de la France entière (9,7 %). Concernant le statut d'occupation de ces logements, 86,7 % des habitants de la commune sont propriétaires de leur logement (89,4 % en 2013), contre 61,4 % pour l'Oise et 57,5 pour la France entière.
| Typologie                                               | Airion | Oise | France entière |
| ------------------------------------------------------- | ------ | ---- | -------------- |
| Résidences principales (en %)                           | 84,5   | 90,4 | 82,1           |
| Résidences secondaires et logements occasionnels (en %) | 3,2    | 2,5  | 9,7            |
| Logements vacants (en %)                                | 12,3   | 7,1  | 8,2            |

### Morphologie urbaine
Au XIXe siècle, le séjour d'Airion était divisé en deux agglomérations séparés par la rivière de l'Arré : sur la rive gauche, dans la rue de la Cressonnière et la Grande Rue ou rue d'En-Bas, étaient groupées une trentaine de maisons. Sur la rive droite, une quinzaine d'habitations étaient disséminées autour de l'église. Le Bel-Air était une auberge, déjà transformée en ferme, sur la route nationale de Paris à Dunkerque. Le Point-du-jour, autre auberge bâtie en 1833, au sud de Bel-Air, a disparu. Le hameau du Bois Saint-Ladre, qui se trouvait entre Airion et Erquery, n'existe plus. Il en est de même pour la Cleutrie, autre hameau qui était sur la pente du coteau au-dessous de Bel-Air. Le hameau de Crécy ou Cressy était un écart situé dans la vallée de l'Arré, jusqu'au XIVe siècle. Entre Airion et Saint-Rémy-l'abbaye (commune d'Agnetz), sur le coteau qui s'étend sur la rive droite de l'Arré, s'éleva jusqu'au XIVe siècle la paroisse de Reuil-sur-Arré. Aujourd'hui, le village est réuni en une agglomération et le hameau du Haras de Fitz-James a été en partie créé sur le coteau est de l'Arré.

## Toponymie
La commune a porté plusieurs noms au cours de son histoire : Arion au XIIe siècle, plus tard Érion, Ayrion. Ce village a tiré son nom soit de sa position sur la rivière de l'Arré, soit de sa situation dans une vallée marécageuse cultivée en « aires », c'est-à-dire jardinages et pépinières.
Une troisième origine du nom d'Airion aurait rapport avec une légende sur la forte inclinaison du clocher de l'église paroissiale. Un voyageur cheminait sur son baudet, en hiver. La nuit arriva vite et une avalanche de neige vint couvrir la terre mais aussi combler vallées et ravins. Le voyageur, perdu dans la tourmente, cheminait dans la neige sur sa monture harassée, jusqu'au moment où le pauvre animal ne voulant pas aller plus loin, son maître l'attacha à une tige qui dépassait un peu de la neige. Tout à coup survient un brusque changement de temps : une pluie battante tombe à torrents pendant plusieurs heures et il ne reste plus trace de la neige amoncelée. Neige et pluie étant survenues pendant la nuit, les villageois qui sortirent à l'aube de leurs chaumières ne se doutèrent nullement de ce qui s'était passé. Quelle ne fut pas la surprise des habitants  lorsqu'ils aperçurent, pendu à une tige de fer qui surmontait leur église un âne. Tous furent bientôt réunis au pied de l'église, avec leurs exclamations et leurs rires en patois picard : « Érions, érions ». Lorsque l'animal était décroché, et depuis ce temps, le clocher de la paroisse était fortement incliné vers le sud. Le bruit de l'aventure ne tarda pas à se répandre dans la contrée et les habitants du village firent entendre à leurs voisins qu'« Érions » était le nom de leur village.
L'ancienne paroisse de {Reuil-sur-Arré s'appelait également Rueuil-sur-Aire venant du latin Ruolium. L'écart de Crécy se nommait aussi |Cressy.

## Histoire

### Moyen Âge et Renaissance
À l'emplacement de l'ancienne voie romaine venant de Beauvais à l'étang de Cressy ont été retrouvés des sarcophages datant du Moyen Âge.
La seigneurie d'Airion appartient d'abord à une famille à laquelle Airion a donné son nom : on n'en connait qu'un unique représentant, Jean d'Airion, qui vivait entre 1197 et 1218. Le château est sans doute ruiné dans le cours du XIIIe siècle, car en 1280, le comte de Clermont achète la motte d'Airion moyennant la somme de 20 livres. On ignore par quels événements la motte et seigneurie d'Airion sont sortis des mains des comtes de Clermont. En 1373, elle était à Charles de Campremy, écuyer, dont la famille la possède encore pendant un siècle.
Airion, comme toutes les localités de la vallée de l'Arré, a beaucoup souffert  pendant la guerre de Cent Ans et notamment pendant la captivité du roi Jean II. Le chapitre de Clermont y avait un certain nombre de maisons dans lesquelles demeuraient des hôtes. Toutes sont brûlées et les revenus qu'en tirait le chapitre furent réduits à presque rien. Entre Airion et Saint-Rémy-l'Abbaye, sur le coteau qui s'étend sur la rive droite de l'Arré, s'étendait  jusqu'au XIVe siècle la paroisse de Reuil-sur-Arré, dont dépendait le hameau de Crécy. Ce village, qui, avec Crécy, comptait 150 habitants en 1313, est presque totalement détruit pendant la guerre de Cent Ans.
L'étang de Crécy était un écart dans la vallée de l'Arré, à la limite méridionale du territoire d'Airion touchants aux territoires d'Agnetz et de Fitz-James. En cet endroit se trouve, jusqu'au XIVe siècle, le hameau de Crécy ou Cressy, qui est détruit pendant la guerre de Cent Ans.
À la fin du XIVe siècle, le sire de Noris, intendant général de Louis II de Bourbon, comte de Clermont, aménage à Crécy un étang qui ne serait pas de moindre étendue que celui de Gouvieux, considéré comme le plus grand de la contrée). Mais Raoul de Flavy, seigneur de Ronquerolles, et Jeanne de Campremy, dame d'Airion, ayant des droits sur la rivière, soit sur les terres que devait occuper l'étang. Il fallut les leurs racheter en 1394 et 1407.
La paroisse d'Airion, autrefois placée sous l'invocation de Notre-Dame, avec Sainte-Anne comme seconde patronne, reconnait aujourd'hui Sainte-Anne comme unique patronne. Le curé était nommé par  l'Abbaye Saint-Quentin de Beauvais, qui percevait les grosses dîmes du territoire.
En 1482 le fief d'Airion est relevé par Charles de Passi. Mais ce seigneur, ayant porté les armes en Bretagne contre le roi et le duc de Bourbon, son suzerain, voit ses biens confisqués par le duc qui en investit, en 1490, Hugues de Broyes, dit de Passi, frère de Charles. La terre d'Airion est acquise en 1547 par Pierre de la Bretonnière, seigneur de Warty (aujourd'hui Fitz-James), qui la réunit à sa terre de Warty, à laquelle elle demeura jointe depuis cette époque.

### Époque moderne

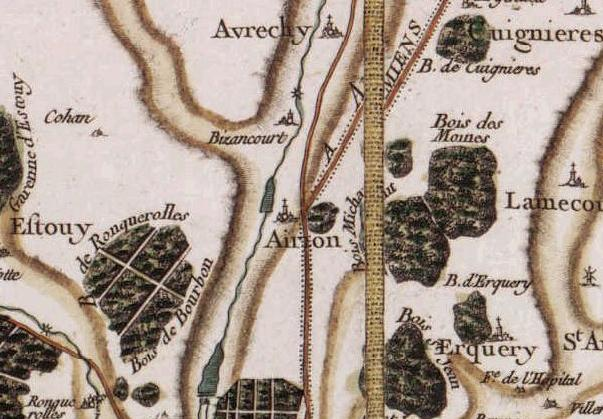
Airion, carte de Cassini.

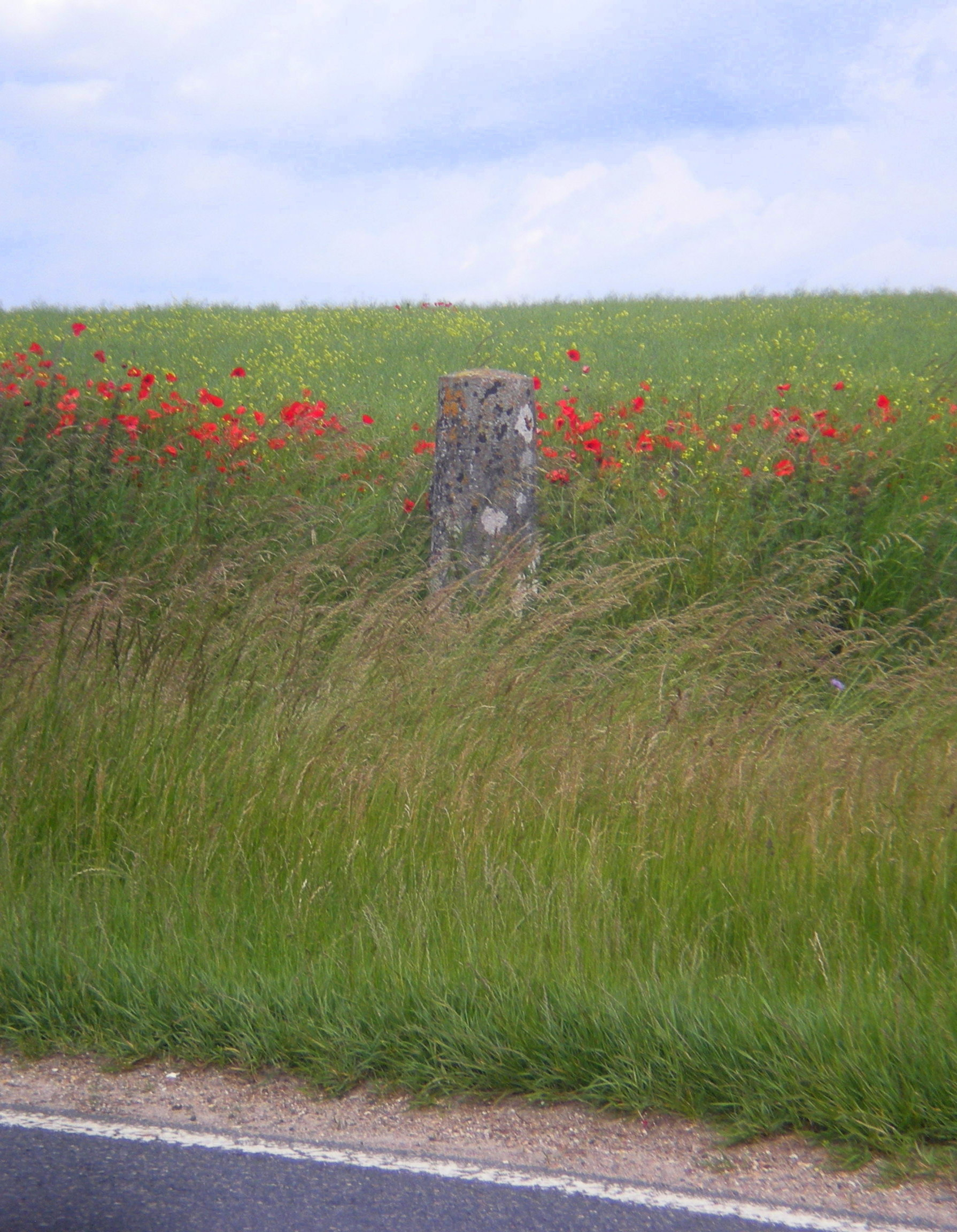
Ancienne borne de la route royale de Paris à Dunkerque le long de l'actuelle RD 916.

L'église de l'ancien village de Reuil-sur-Arré, dédiée à Notre-Dame, subsiste seule avec quelques maisons et continue, jusqu'au XVIIe siècle, à être desservie par un curé qui n'avait plus, en 1637, comme paroissiens que deux familles, celle du fermier de Saint-Rémy-l'Abbaye et du garde de l'étang de Crécy.
En 1615, les troupes du maréchal d'Ancre qui assiégent Clermont emportent la piscine des fonts baptismaux. En 1618, l'évêque, dans sa visite, trouve l'église absolument nue et délabrée.
En 1637, le curé demande la réduction de son église en chapelle. Il y eut à ce sujet quelques enquêtes : le prieur de Saint-Rémy, collecteur de la cure, donne son consentement à cette transformation, mais les princesses de Carignan et de Nemours, comtesses de Clermont, s'opposent à la disparition de la paroisse. En 1669, les comtesses sont condamnées à faire rebâtir l'église et le presbytère, à fournir les ornements et à doter convenablement le curé, ou à consentir à la réduction de l'église en chapelle. Enfin, une ordonnance de l'évêque de Beauvais du 8 avril 1671  supprime la paroisse de Reuil, unissant la ferme de Saint-Rémy-l'Abbaye à la paroisse d'Agnetz, et la maison de l'étang de Crécy et l'emplacement du Reuil à celle d'Airion. L'église n'est  démolie qu'en 1757.
Au XVIIe siècle, le seigneur de Warty voulant avoir aussi son étang, détruit un moulin qui se trouvait sur l'Arré et forme, en amont de la ferme, un étang.
Le duc de Fitz-James possédait alors  à Airion, outre la ferme, le bois d'Airion, le bois Michaut. Le bois des Moines appartenait aux religieux de Sainte-Croix-sous-Offémont, seigneurs de Saint-Aubin-sous-Erquery. L'étang de Crécy appartient, jusqu'à la Révolution française, au comté de Clermont-en-Beauvaisis. Il était empoissonné de carpes, et, au XVIIe, se pêchait de trois ans en trois ans. L'inondation du 21 au 22 janvier 1757 emporte une grande partie des berges, et une grande quantité de poissons sont entraînées mourir dans les prairies.
En 1789, le duc de Fitz-James était encore seigneur d'Airion. Les habitants d'Airion rédigèrent cette même année un cahier de doléances. Ils décrivent leur condition dans les marais impraticables, les inondations, la difficulté de cultiver à cause du relief, ainsi que les fièvres fréquentes. Ils réclament de dessécher la vallée en pratiquant des tranchées, pour se garantir des maladies qu'ils subissent. Les députés de la paroisse à l'assemblée du bailliage de Clermont, sont Charles Morel de Théodore de Saint-Paul, laboureurs.
L'étang d'Airion a été asséché au commencement du XIXe siècle, et le moulin à eau rétabli.
Le village d'Airion était autrefois particulièrement malsain à cause des brouillards des marais voisins et surtout par suite de la proximité de deux étangs. À l'automne, les fièvres y sévissaient en l'état endémique. En 1780, une épidémie de suette miliaire et en 1828 une dysenterie épidémique ont atteint un grand nombre d'habitants. Depuis-lors, les anciens étangs ont été rendus à la culture, les marais sont plantés de bois et les fièvres ont complètement disparu.
En 1838, on comptait à Airion deux moulins à eau et une argilière
En 1890, sauf une dizaine de personnes occupées au chemin de fer, la population d'Airion était entièrement agricole. La population du chef-lieu était de 162 habitants, celle du hameau de l'étang de Crécy de 19 personnes, 2 habitants au lieu-dit le Moulin et 7 habitants à la ferme de Bel-Air.

## Politique et administration

### Rattachements administratifs
La commune se trouve depuis 1942 dans l'arrondissement de Clermont du département de l'Oise.
Elle faisait partie depuis 1801  du canton de Clermont. Dans le cadre du redécoupage cantonal de 2014 en France, cette circonscription administrative territoriale a disparu, et le canton n'est plus qu'une circonscription électorale.

### Rattachements électoraux
Pour les élections départementales, la commune fait partie depuis 2014 du canton de Saint-Just-en-Chaussée
Pour l'élection des députés, elle fait partie de la septième circonscription de l'Oise.

### Intercommunalité
Airion est membre de la communauté de communes du Plateau Picard, un établissement public de coopération intercommunale (EPCI) à fiscalité propre créé en 1999 et auquel la commune a transféré un certain nombre de ses compétences, dans les conditions déterminées par le code général des collectivités territoriales.

### Liste des maires
| Période           | Période                       | Identité               | Étiquette | Qualité |
| ----------------- | ----------------------------- | ---------------------- | --------- | --- |
| 1792              | 1793                          | Pierre Obry            |           | |
| 1793              | 1796                          | M. Duchêne             |           | |
| 1796              | 1799                          | J.B.Poulin             |           | |
| 1799              | 1803                          | Théodore de Saint Paul |           | laboureur |
| 1803              | 1803                          | Charles Dumont         |           | |
| 1803              | 1806                          | Nicolas Recullez       |           | |
| 1806              | 1815                          | Eloy Guillaume         |           | |
| 1815              | 1821                          | Pierre Reculez         |           | |
| 1821              | 1830                          | Louis Guillaume        |           | |
| 1830              | 1848                          | Joseph Delaherche      |           | cultivateur |
| 1848              | 1865                          | Nicolas Poulain        |           | |
| 1865              | 1874                          | Henri Mahieux          |           | |
| 1874              | 1884                          | Sylvain Duchêne        |           | |
| 1884              | 1887                          | Constant Mauger        |           | |
| 1887              | 1902                          | Honoré Duchemin        |           | |
| 1902              | 1935                          | Georges Thouret        |           | |
| 1935              | 1945                          | Paul Delepoulle        |           | agriculteur |
| 1945              | 1959                          | Maurice Priez          |           | |
| 1959              | 1983                          | André Durlins          |           | |
| 1959              | 1983                          | André Durlins          |           | |
| mars 1983         | mars 1989                     | Paul Morel             |           | Résistant, ingénieur à l'Institut national de l'environnement industriel et des risques Chevalier de la Légion d'honneur |
| 1989              | 13 avril 2002                 | Jacques Priem          |           | Agriculteur |
| 13 avril 2002     | mars 2008                     | Noëlla Molina          | DVD       | |
| mars 2008         | 8 octobre 2012                | Annick Gras            |           | Démissionnaire |
| 1er décembre 2012 | 12 avril 2019,                | Stéphane Lustofin      |           | Contremaître forestier à la retraite Décédé en cours de mandat                                                           |
| juin 2019         | mai 2020                      | Yannick Jukiel         |           | Responsable d'entreposage et contrôleur de gestion                                                                       |
| mai 2020          | En cours (au 2 décembre 2020) | Sandrine Boulas-Dretz  |           | Cadre au ministère de la cohésion des territoires                                                                        |

## Équipements et services publics

### Enseignement
- Classe unique.
- La commune d'Airion accueille le siège de l'EPLEFPA de l'Oise, comportant le lycée agricole de l'Oise, qui dispose d'une boutique de produits réalisés par les élèves[37]. Ce lycée agricole fusionne en 2021 avec celui de Ribécourt pour former un établissement départemental[38]
- Lycées et collèges proches : Clermont-de-l'Oise, Saint-Just-en-Chaussée.

## Population et société

### Démographie

#### Évolution démographique
L'évolution du nombre d'habitants est connue à travers les recensements de la population effectués dans la commune depuis 1793. Pour les communes de moins de 10 000 habitants, une enquête de recensement portant sur toute la population est réalisée tous les cinq ans, les populations de référence des années intermédiaires étant quant à elles estimées par interpolation ou extrapolation. Pour la commune, le premier recensement exhaustif entrant dans le cadre du nouveau dispositif a été réalisé en 2008.

En 2022, la commune comptait 389 habitants, en évolution de −6,49 % par rapport à 2016 (Oise : +0,87 %, France hors Mayotte : +2,11 %).
| 1793 | 1800 | 1806 | 1821 | 1831 | 1836 | 1841 | 1846 | 1851 |
| ---- | ---- | ---- | ---- | ---- | ---- | ---- | ---- | ---- |
| 136  | 173  | 215  | 187  | 196  | 221  | 227  | 230  | 262  |

| 1856 | 1861 | 1866 | 1872 | 1876 | 1881 | 1886 | 1891 | 1896 |
| ---- | ---- | ---- | ---- | ---- | ---- | ---- | ---- | ---- |
| 240  | 224  | 242  | 240  | 219  | 176  | 190  | 223  | 243  |

| 1901 | 1906 | 1911 | 1921 | 1926 | 1931 | 1936 | 1946 | 1954 |
| ---- | ---- | ---- | ---- | ---- | ---- | ---- | ---- | ---- |
| 230  | 189  | 189  | 198  | 191  | 219  | 196  | 195  | 183  |

| 1962 | 1968 | 1975 | 1982 | 1990 | 1999 | 2006 | 2008 | 2013 |
| ---- | ---- | ---- | ---- | ---- | ---- | ---- | ---- | ---- |
| 175  | 171  | 205  | 346  | 474  | 470  | 505  | 494  | 436  |

| 2018 | 2022 | - | - | - | - | - | - | - |
| ---- | ---- | - | - | - | - | - | - | - |
| 383  | 389  | - | - | - | - | - | - | - |

#### Pyramide des âges
La population de la commune est relativement jeune.
En 2018, le taux de personnes d'un âge inférieur à 30 ans s'élève à 31,8 %, soit en dessous de la moyenne départementale (37,3 %). À l'inverse, le taux de personnes d'âge supérieur à 60 ans est de 28,7 % la même année, alors qu'il est de 22,8 % au niveau départemental.
En 2018, la commune comptait 179 hommes pour 204 femmes, soit un taux de 53,26 % de femmes, largement supérieur au taux départemental (51,11 %).
Les pyramides des âges de la commune et du département s'établissent comme suit.
| Hommes | Classe d’âge | Femmes |
| ------ | ------------ | ------ |
| 0,0    | 90 ou +      | 2,0    |
| 5,6    | 75-89 ans    | 6,4    |
| 21,2   | 60-74 ans    | 22,1   |
| 25,7   | 45-59 ans    | 24,5   |
| 14,5   | 30-44 ans    | 14,2   |
| 17,3   | 15-29 ans    | 14,7   |
| 15,6   | 0-14 ans     | 16,2   |

| Hommes | Classe d’âge | Femmes |
| ------ | ------------ | ------ |
| 0,5    | 90 ou +      | 1,4    |
| 5,5    | 75-89 ans    | 7,6    |
| 15,6   | 60-74 ans    | 16,3   |
| 20,8   | 45-59 ans    | 20     |
| 19,4   | 30-44 ans    | 19,4   |
| 17,6   | 15-29 ans    | 16,2   |
| 20,6   | 0-14 ans     | 19,1   |

## Culture locale et patrimoine

### Lieux et monuments
- L'église Saint-Anne : L'église, bâtie en pierres de taille, est un petit édifice de style gothique flamboyant avec quelques parties modernes: le clocher incliné[44], le chœur et le dessous du clocher ont seuls été voûtés au XVIe siècle, la nef est lambrissée. 
Ce qui présente le plus d'intérêt dans cette église, ce sont d'abord deux fragments de verrières du XVIe siècle. Dans la fenêtre du chevet de l'église est représentée l'Annonciation et dans une fenêtre de la nef de Conversion de Saint-Paul, avec cette inscription : Paule, Paule cure me Perse quere ?. Derrière le grand autel, une Passion en bois sculpté autrefois doré  à nombreux personnages mérite d'être signalée; elle paraît être de la fin du XVe siècle[45]. L'église possède plusieurs objets classés au titre des monuments historiques[46],[47].

- Calvaire, au bord de la D 158
- Le monument aux morts
- L'ancien haras de Fitz-James, aujourd'hui transformé en résidence

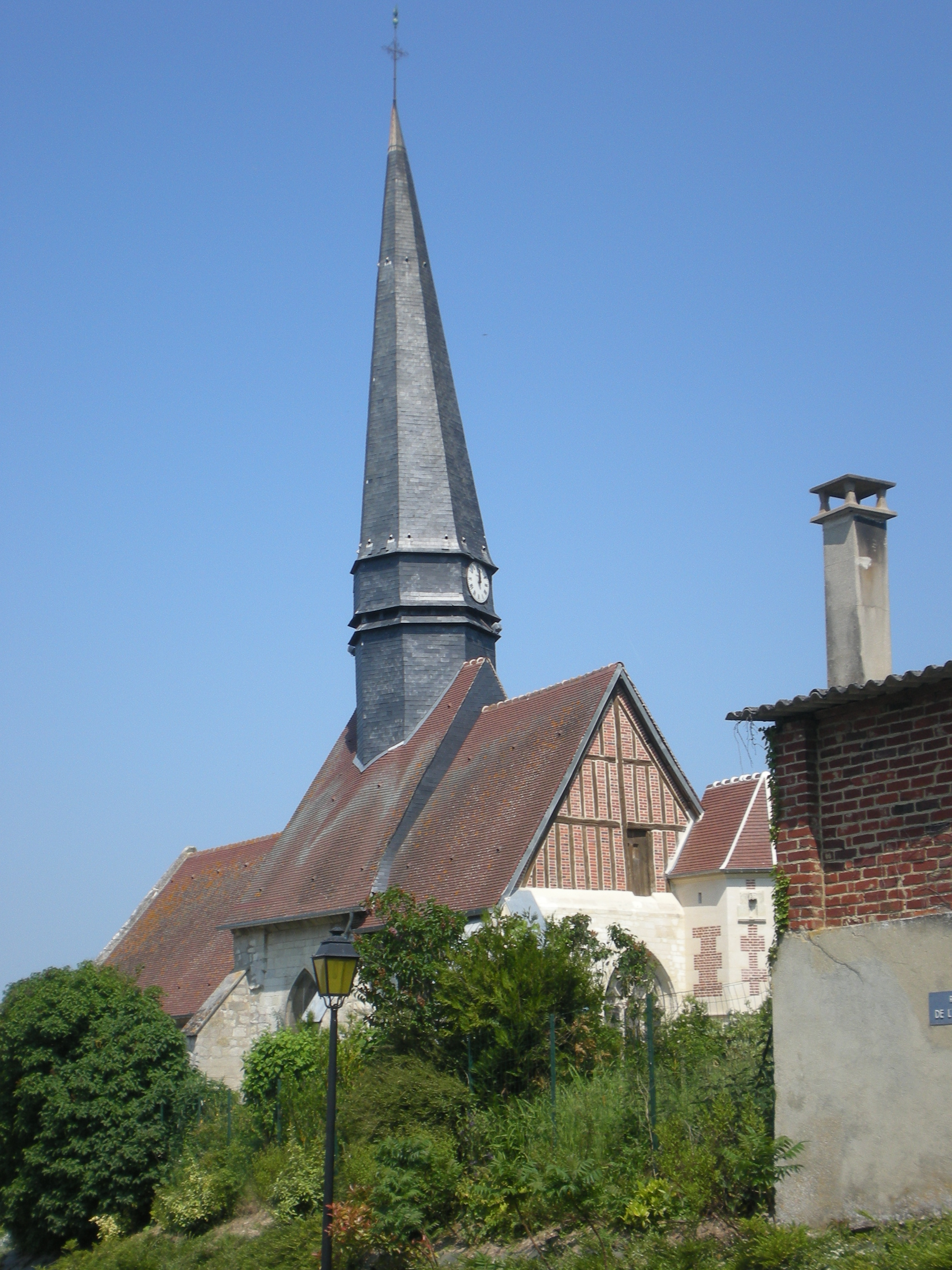
L'église Sainte-Anne.
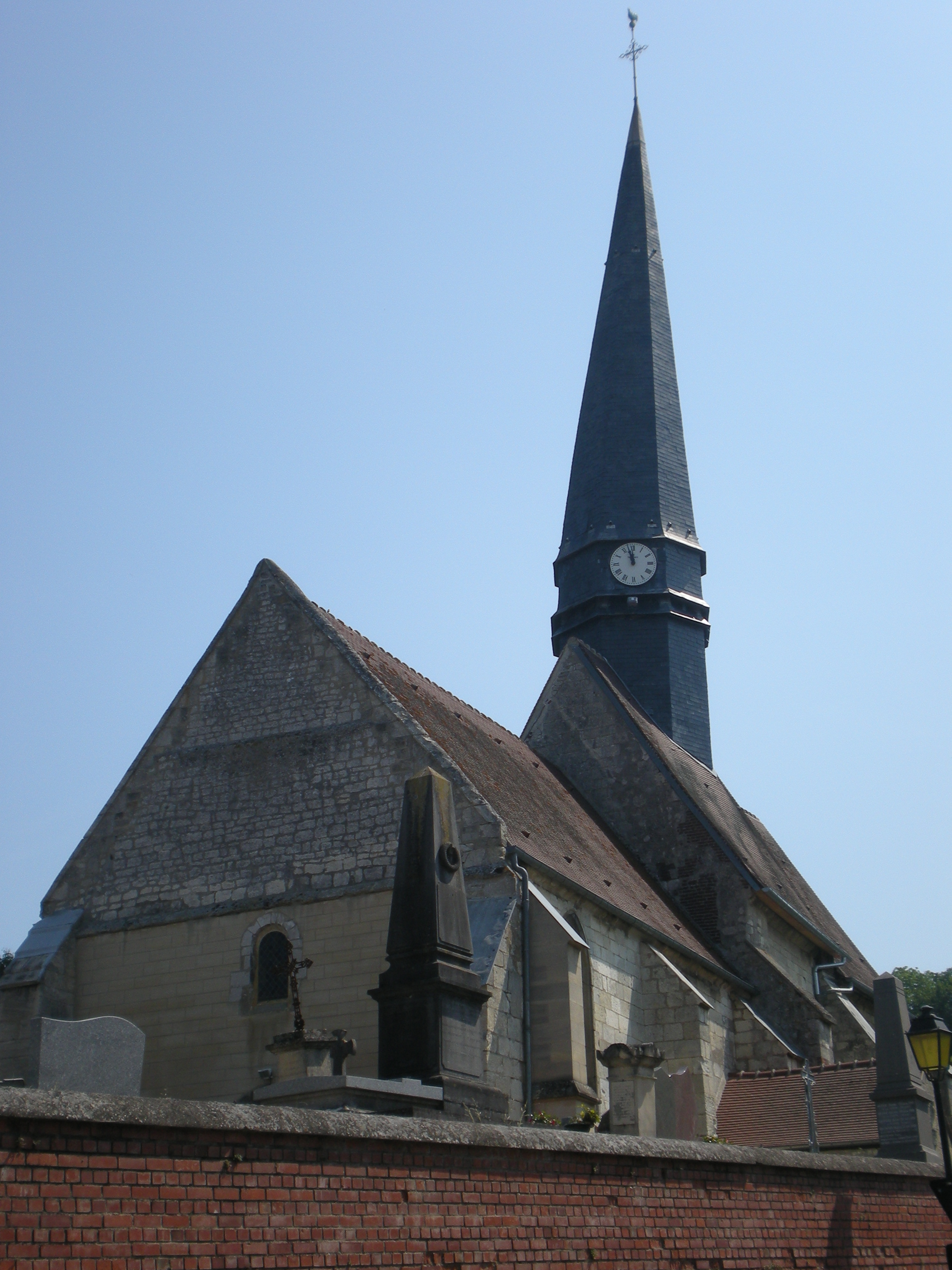
L'église et le monument aux morts.
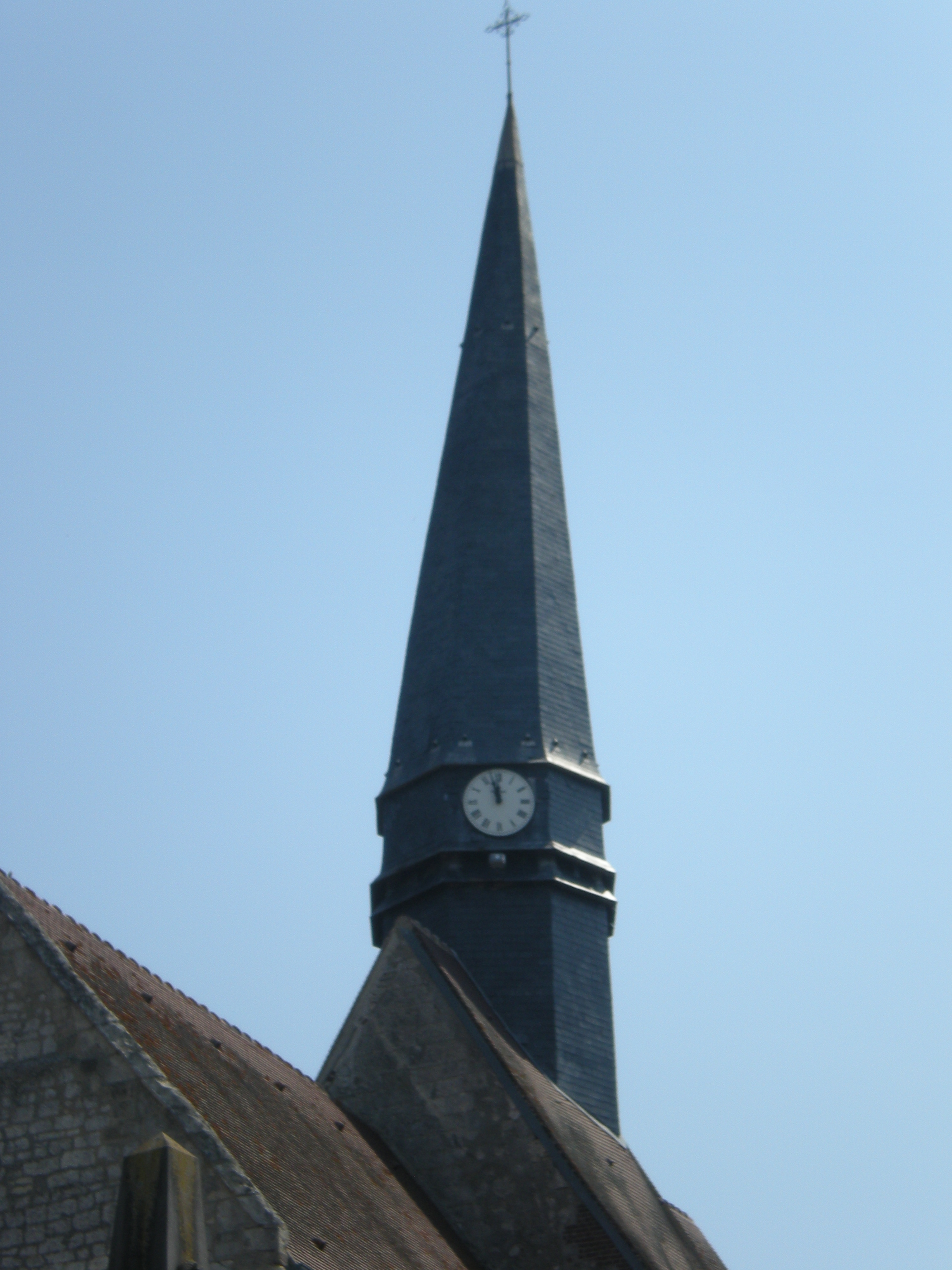
Le clocher penché.
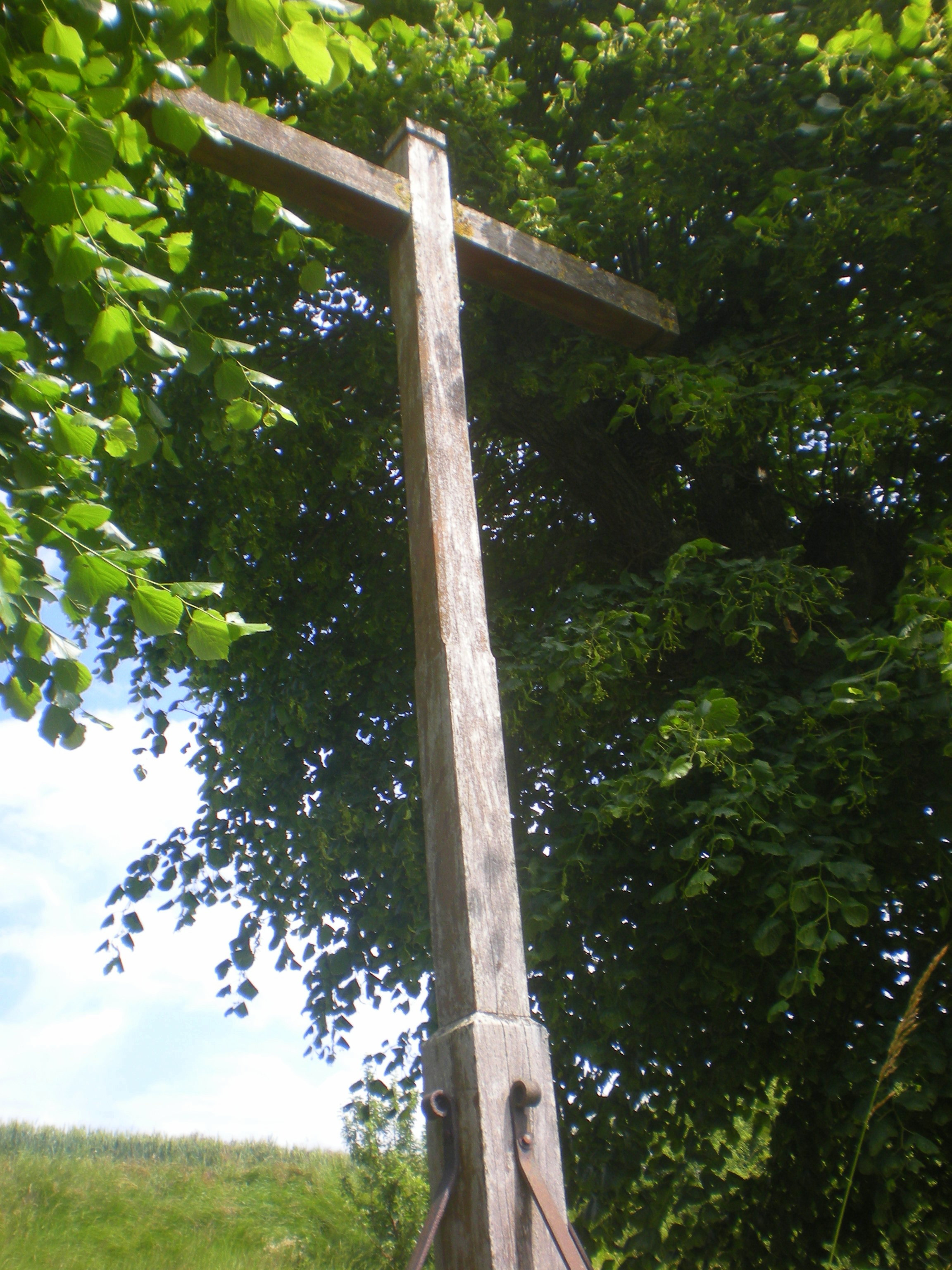
Calvaire au bord de la route départementale 158.

### Personnalités liées à la commune
- Gustave Hainsselin né à Airion en 1835. Ingénieur spécialisé dans la construction des ponts. Il utilisait un système nouveau à l'époque, consistant à faire usage de l'air comprimé pour refouler l'eau.

### Héraldique
| Blason de Airion | Blason  | Parti : au 1er de sinople à l'église d'agent accompagnée de quatre fers à cheval du même en chef, au 2d d'or à trois bandes d'azur et à la fleur de lis de gueules brochante. |
| Blason de Airion | Détails | Le statut officiel du blason reste à déterminer. |